# 里卡多·洛佩斯·佩雷拉
里卡多·洛佩斯·佩雷拉（葡萄牙語：Ricardo Lopes Pereira，1990年10月28日—）是一名巴西職業足球運動員，司職前鋒，2016年隨韓國K聯賽球隊全北現代獲得亞冠冠軍。現效力於韓國K聯賽2球隊釜山IPark 。

## 外部連結
- 里卡多·洛佩斯·佩雷拉在 kleague.com上的出场纪录（韓語）
- Soccerway資料庫：里卡多·洛佩斯·佩雷拉